# Европейски път Е761
Европейски път E761 е част от европейската пътна мрежа. Той започва в Бихач, Босна и Херцеговина и завършва в Зайчар, Сърбия. Дължината на пътя е 740 км.

## Маршрут
- Босна и Херцеговина
  - Европейски път E71 Бихач
  - Европейски път E661 Яйце
  - Европейски път E661 Дони-Вакуф
  - Европейски път E73, Европейски път E661 Сараево
  - E762 Зеница
- Сърбия
  - Ужице
  - Европейски път Е763 Чачак
  - Кралево
  - Крушевац
  - Пожате
  - Зайчар